# Lepraria
Lepraria is een geslacht van korstmossen behorend tot de familie Stereocaulaceae. De korstmossen zijn leproos waarbij stukjes korrelige, aangekoekte, melige stofkorrels op het substraat groeien. 
Het belangrijkste vegetatieve lichaam (thallus) is gemaakt van stukjes soredia (kleine bolletjes algen verpakt in schimmel).
Sommige soorten kunnen marginale lobben vormen en lijken squamulose.

## Taxonomie
Lepraria werd wetenschappelijk beschreven door de Zweedse lichenoloog Erik Acharius en in 1803 voor het eerst geldig gepubliceerd. 
Jack Laundon wees in 1992 de typesoort Gewone poederkorst (Lepraria incana) aan van het geslacht in 1992. 
In Nederland komen de volgende 11 soorten voor:
| Soortnaam            | Nederlandse naam       | voorkomen     | substraat                 | kleurreacties                                                               |
| -------------------- | ---------------------- | ------------- | ------------------------- | --------------------------------------------------------------------------- |
| Lepraria caesioalba  | Granietpoederkorst     | zeer zeldzaam | steen                     | K+ (geel), C–, KC–, P+ (geel), UV–                                          |
| Lepraria eburnea     | Geelgrijze poederkorst | zeer zeldzaam | bomen                     | K–, C–, KC+ (rood/oranje), P+ (geel/oranje), UV–                            |
| Lepraria ecorticata  | Opgeloste schotelkorst | zeldzaam      | steen                     | K-, C-, KC+ (bleek geel), P-, UV-                                           |
| Lepraria incana      | Gewone poederkorst     | vrij algemeen | steen, bomen, hout, grond | K− of + (met een vage gele kleur), KC-, C-, P-, UV+ (helder geelachtig wit) |
| Lepraria jackii      | Boomspleetpoederkorst  | zeer zeldzaam | bomen                     | K+ (geel), C–, KC–, P+ (geel), UV–                                          |
| Lepraria lobificans  | Gelobde poederkorst    | vrij algemeen | steen, bomen, hout, grond | K+ (geel) of K-, C-, KC-, P+ (oranje), UV+ (roze)                           |
| Lepraria membranacea | Geschulpte poederkorst | zeer zeldzaam | steen en bomen            | K– of K+ (geel), C–, KC–, P– of P+ (oranje), UV+ (paars/blauw)              |
| Lepraria neglecta    | Witte poederkorst      | zeer zeldzaam | steen                     | K+ (thallus geel), of K- C+ (rood), KC+ (roze/rood), P+ (zwavelgeel), UV-   |
| Lepraria rigidula    | Grove poederkorst      | zeldzaam      | steen en bomen            | K+ (geel) of K-, C-, KC-, P+ (geel), UV+ (roze)                             |
| Lepraria umbricola   | Boomvoetpoederkorst    | zeldzaam      | bomen                     | K+ (geel), C-, KC-, P+ (geel), UV (geel)                                    |
| Lepraria vouauxii    | Bleke poederkorst      | zeldzaam      | steen en bomen            | K-, C-, KC-, P+ (oranje) of P-, UV+ (roze)                                  |

## Soorten
Volgens Index Fungorum bevat het geslacht 136 soorten (peildatum november 2021):
| Soortnaam                                     | Auteur(s)                               | Publicatiejaar |
| --------------------------------------------- | --------------------------------------- | -------------- |
| Lepraria achariana                            | Flakus & Kukwa                          | 2007           |
| Lepraria aeruginosa                           | (F.H. Wigg.) Sm.                        | 1810           |
| Lepraria alba                                 | (Roth) Ach.                             | 1799           |
| Lepraria albicans                             | (Th. Fr.) Lendemer & B.P. Hodk.         | 2013           |
| Lepraria alpina                               | (B. de Lesd.) Tretiach & Baruffo        | 2006           |
| Lepraria alternata                            | Elix                                    | 2013           |
| Lepraria antiquitatis                         | (L.) Ach.                               | 1810           |
| Lepraria arbuscula                            | (Nyl.) Lendemer & B.P. Hodk.            | 2013           |
| Lepraria arctica                              | (Lynge) Wetmore                         | 1968           |
| Lepraria arcumata                             | (J.F. Gmel.) Ach.                       | 1799           |
| Lepraria atlantica                            | Orange                                  | 2001           |
| Lepraria atra                                 | Ach.                                    | 1810           |
| Lepraria atrotomentosa                        | Orange & Wolseley                       | 2001           |
| Lepraria aurea                                | (L.) Ach.                               | 1799           |
| Lepraria aurescens                            | Orange & Wolseley                       | 2005           |
| Lepraria barbatica                            | Lendemer                                | 2010           |
| Lepraria bergensis                            | Tønsberg                                | 2002           |
| Lepraria borealis                             | Loht. & Tønsberg                        | 1994           |
| Lepraria brasiliensis                         | Elix, A.A. Spielm. & Øvstedal           | 2010           |
| Lepraria brodoi                               | Lendemer & Tønsberg                     | 2014           |
| Lepraria byssoidea                            | (Flörke) Ach.                           | 1810           |
| Lepraria cacuminum                            | (A. Massal.) Kümmerl. & Leuckert        | 1995           |
| Lepraria caerulescens                         | (Hue) Botnen & Øvstedal                 | 1988           |
| Lepraria caesiella                            | R.C. Harris                             | 2005           |
| Lepraria caesioalba (Granietpoederkorst)      | (B. de Lesd.) J.R. Laundon              | 1992           |
| Lepraria caesiocinerea                        | Pers. ex Ach.                           | 1810           |
| Lepraria carnea                               | Opiz                                    | 1825           |
| Lepraria celata                               | Slav.-Bay.                              | 2006           |
| Lepraria chileana                             | Grewe, Barcenas-Peña, R. Diaz & Lumbsch | 2021           |
| Lepraria chrysodeta                           | Räsänen                                 |                |
| Lepraria cinereosulphurea                     | Flörke                                  | 1807           |
| Lepraria cinnabarina                          | (K.G. Hagen) D. Dietr.                  | 1846           |
| Lepraria citrina                              | (Schaer.) Rabenh.                       | 1833           |
| Lepraria cobaltigenea                         | (Wulfen) Ach.                           | 1803           |
| Lepraria cobaltiginea                         | (Wulfen) Ach.                           | 1803           |
| Lepraria collemoides                          | Fr.                                     | 1825           |
| Lepraria congesta                             | (Nyl.) Lendemer & B.P. Hodk.            | 2013           |
| Lepraria coriacea                             | Pers. ex Ach.                           | 1810           |
| Lepraria crassa                               | Nees                                    | 1891           |
| Lepraria crassissima (Dikke poederkorst)      | (Hue) Lettau                            | 1958           |
| Lepraria cryophila                            | Lendemer                                | 2010           |
| Lepraria cryptovouauxii                       | Kukwa, Flakus & Guzow-Krzemińska        | 2019           |
| Lepraria cupressicola                         | (Hue) J.R. Laundon                      | 2008           |
| Lepraria dibenzofuranica                      | Elix                                    | 2008           |
| Lepraria diffusa                              | (J.R. Laundon) Kukwa                    | 2002           |
| Lepraria disjuncta                            | Lendemer                                | 2010           |
| Lepraria eburnea (Geelgrijze poederkorst)     | J.R. Laundon                            | 1992           |
| Lepraria ecorticata (Opgeloste schotelkorst)  | (J.R. Laundon) Kukwa                    | 2006           |
| Lepraria elobata                              | Tønsberg                                | 1992           |
| Lepraria fallax                               | Pers. ex Ach.                           | 1803           |
| Lepraria farinosa                             | (Hoffm.) Ach.                           | 1810           |
| Lepraria flavescens                           | Clauzade & Cl. Roux                     | 1978           |
| Lepraria floerkeana                           | Ach.                                    | 1810           |
| Lepraria friabilis                            | Lendemer, K. Knudsen & Elix             | 2008           |
| Lepraria frigida                              | J.R. Laundon                            | 1992           |
| Lepraria fuliginosa                           | Ach.                                    | 1810           |
| Lepraria gelida                               | Tønsberg & Zhurb.                       | 2006           |
| Lepraria glaucella                            | (Flörke) Ach.                           | 1810           |
| Lepraria glaucosorediata                      | Flakus & Kukwa                          | 2009           |
| Lepraria goughensis                           | Elix & Øvstedal                         | 2005           |
| Lepraria gracilescens                         | (Nyl.) Lendemer & B.P. Hodk.            | 2013           |
| Lepraria granulata                            | Slav.-Bay.                              | 2007           |
| Lepraria granulosa                            | Slav.-Bay.                              | 2007           |
| Lepraria harrisiana                           | Lendemer                                | 2012           |
| Lepraria hodkinsoniana                        | Lendemer                                | 2011           |
| Lepraria humida                               | Slav.-Bay. & Orange                     | 2006           |
| Lepraria impossibilis                         | Sipman                                  | 2004           |
| Lepraria incana (Gewone poederkorst)          | (L.) Ach.                               | 1803           |
| Lepraria indica                               | Rajesh Bajpai & Upreti                  | 2018           |
| Lepraria isidiata                             | (Llimona) Llimona & A. Crespo           | 2004           |
| Lepraria jackii (Boomspleetpoederkorst)       | Tønsberg                                | 1992           |
| Lepraria jolithus                             | (L.) Ach.                               | 1799           |
| Lepraria juanfernandezii                      | M. Kukwa                                | 2019           |
| Lepraria kermesina                            | Wrangel                                 | 1824           |
| Lepraria lanata                               | Tønsberg                                | 2007           |
| Lepraria larrainiana                          | Lendemer                                | 2010           |
| Lepraria lecanorica                           | Tønsberg                                | 2004           |
| Lepraria lendemeri                            | Bungartz, Elix, G. Hillmann & Kalb      | 2013           |
| Lepraria leprolomopsis                        | Diederich & Sérus.                      | 1997           |
| Lepraria leuckertiana                         | (Zedda) L. Saag                         | 2009           |
| Lepraria lobata                               | Elix & Kalb                             | 2006           |
| Lepraria lobificans (Gelobde poederkorst)     | Nyl.                                    | 1873           |
| Lepraria maderensis                           | Kukwa & Flakus                          | 2011           |
| Lepraria malouina                             | Øvstedal                                | 2012           |
| Lepraria membranacea (Geschulpte poederkorst) | (Dicks.) Vain.                          | 1921           |
| Lepraria methylbarbatica                      | Elix                                    | 2008           |
| Lepraria multiacida                           | Aptroot                                 | 2002           |
| Lepraria murorum                              | Grev.                                   | 1833           |
| Lepraria neglecta (Witte poederkorst)         | (Nyl.) Erichsen                         | 1957           |
| Lepraria neojackii                            | Flakus & Kukwa                          | 2007           |
| Lepraria neozelandica                         | Barcenas-Peña, Grewe & Lumbsch          | 2021           |
| Lepraria nigrescens                           | Pers. ex Ach.                           | 1810           |
| Lepraria nigrocincta                          | Diederich, Sérus. & Aptroot             | 1997           |
| Lepraria nivalis                              | J.R. Laundon                            | 1992           |
| Lepraria normandinoides                       | Lendemer & R.C. Harris                  | 2007           |
| Lepraria nothofagi                            | Elix & Kukwa                            | 2010           |
| Lepraria nylanderiana                         | Kümmerl. & Leuckert                     | 1995           |
| Lepraria ohmiensis                            | Kashiw., Keis. Kobay. & K.H. Moon       | 2009           |
| Lepraria olivacea                             | Ach.                                    | 1810           |
| Lepraria oxybapha                             | Lendemer                                | 2012           |
| Lepraria pacifica                             | Lendemer                                | 2011           |
| Lepraria pallida                              | Sipman                                  | 2004           |
| Lepraria pallidostraminea                     | Vain.                                   | 1903           |
| Lepraria pseudoarbuscula                      | (Asahina) Lendemer & B.P. Hodk.         | 2013           |
| Lepraria pulchra                              | Orange & Wolseley                       | 2005           |
| Lepraria rhodochroa                           | Mont.                                   | 1851           |
| Lepraria rigidula (Grove poederkorst)         | (B. de Lesd.) Tønsberg                  | 1992           |
| Lepraria rosata                               | (Wulfen) Ach.                           | 1810           |
| Lepraria rubens                               | (Weigel) Ach.                           | 1803           |
| Lepraria salazinica                           | Tønsberg                                | 2007           |
| Lepraria sanguinolenta                        | St.-Amans                               | 1821           |
| Lepraria santosii                             | Argüello & A. Crespo                    | 2006           |
| Lepraria segestria                            | (Neck.) Ach.                            | 1799           |
| Lepraria sekikaica                            | Elix                                    | 2011           |
| Lepraria sipmaniana                           | (Kümmerl. & Leuckert) Kukwa             | 2002           |
| Lepraria squamatica                           | Elix                                    | 2006           |
| Lepraria stephaniana                          | Elix, Flakus & Kukwa                    | 2010           |
| Lepraria straminea                            | Vain.                                   | 1903           |
| Lepraria subalbicans                          | (I.M. Lamb) Lendemer & B.P. Hodk.       | 2013           |
| Lepraria sulphurea                            | Schltdl.                                | 1824           |
| Lepraria sulphurella                          | Räsänen                                 | 1949           |
| Lepraria svalbardensis                        | Tønsberg                                | 2009           |
| Lepraria sylvicola                            | Orange                                  | 2006           |
| Lepraria tenella                              | (Tuck.) Lendemer & B.P. Hodk.           | 2013           |
| Lepraria toilenae                             | Kantvilas & Kukwa                       | 2006           |
| Lepraria torii                                | Pérez-Ort. & T. Sprib.                  | 2009           |
| Lepraria ulrikii                              | Grewe, Barcenas-Peña, R. Diaz & Lumbsch | 2021           |
| Lepraria umbricola (Boomvoetpoederkorst)      | Tønsberg                                | 1992           |
| Lepraria variegata                            | (K.G. Hagen) Ach.                       | 1799           |
| Lepraria viridis                              | (Schreb.) Schaer.                       | 1827           |
| Lepraria vouauxii (Bleke poederkorst)         | (Hue) R.C. Harris                       | 1987           |
| Lepraria xanthonica                           | Lendemer                                | 2010           |
| Lepraria xerophila                            | Tønsberg                                | 2004           |
| Lepraria yunnaniana                           | (Hue) Zahlbr.                           | 1930           |
| Lepraria zeorinica                            | (L. Saag) Kukwa                         | 2009           |